# 张树山
张树山（1941年8月—），男，河北永年人，中共党员，大专学历，中华人民共和国政治人物。

## 人物经历
张树山早年曾担任中共永年县委常委、县人民政府常务副县长，并主管该县财贸工作。1991年，调往涉县，升任中共涉县县委副书记、县长；1993年，再度升任涉县县委书记，在任期间，张树山带领全县民众在该县太行山区广植树木造林，又致力于发展各种产业，作出了一定的贡献；因表现优异，张树山于1995年获得中共中央组织部表彰为“全国优秀县委书记”。
1998年，王树山当选为政协邯郸市第八届副主席，并兼任中共邯郸市委统战部部长；其后更当选为第八届河北省政协委员。直到2003年退休。